# 嵩年
嵩年（1750年—1827年，清乾隆十五年至清道光七年），字峻峰，室名竹素园，镶黄旗满洲，国子监太学生。

## 生平
嵩年，内务府上三旗世家子弟。祖父常保历任监察御史、内阁大学士、礼部侍郎、工部左侍郎和盛京工部侍郎。父亲中敏特授圆明园事务大臣兼管京城水利及崇文门右翼税务监督，母亲伊尔根觉罗氏。兄弟中也有多人从政，不乏参领、佐领和郎中。年轻的嵩年进入国子监学习，并以监生的身份步入仕途。
乾隆年间，嵩年曾任内务府堂掌稿笔帖式。五十四年（1789年）至五十九年任内务府主事。之后，任内务府员外郎。
嘉庆六年（1801年）十月，升任内务府郎中兼骁骑参领、公中佐领 （页面存档备份，存于），调补协理圆明园内事务郎中。九年七月出任江宁织造兼管龙江、西新关税务。十三年九月卸任回京供职。次年四月任热河副总管 （页面存档备份，存于） （页面存档备份，存于），八月奉旨巡视长芦盐政监管天津钞关。十五年八月因缉获私盐案立功，嘉庆帝下谕旨赏戴花翎。一年后，因公回京，降级补任内务府主事但仍戴花翎。十七年五月调任热河正总管 （页面存档备份，存于） （页面存档备份，存于），掌管热河行宫（即避暑山庄）及周边庙宇的一切事务。二十一年七月奉旨巡视长芦盐政监管天津钞关。两年后，因病回京。次年十月病愈，补任热河副总管。一年后，改任热河正总管。
道光元年（1821年）十月升任总管内务府大臣，管理圆明园和咸安宫官学事务。次年，兼任马兰镇总兵和东陵内务府总管负责万年吉地工程。三年九月，乾隆裕陵琉璃门铜帽钉失窃。道光帝念嵩年办事尽心又主管多项工程，因公务繁忙而疏于防范，本应革职，改为降级内务府主事，继续在万年吉地工程效力。七年（1827年），嵩年在任上离世。
道光八年（1828年），东陵宝华峪地宫漏水。道光帝在对多名工程负责人员进行革职、抄家、缉拿处理后余怒未消，九月二十五日又下谕罚已故嵩年赔白银三万两。

## 嵩年奏档及其他
嵩年奏档，现存于哈佛大学燕京图书馆，共计6函26册，收录嵩年在江宁织造、长芦盐政、热河总管等任上的奏折。
嘉庆十五年（1810年），内务府护军统领阿克当阿奉旨主持编纂的《重修扬州府志》刊印出版。嵩年受邀作序。该书深得学界称允，一直被视为清代的名志。嵩年序也被清史研究者引用。
道光年间，以诗歌吟咏教导人生的女性课子书《荻庐诗钞》刻印。嵩年作序称赞作者朱澄是有才华的女子、有节操的妇人和贤德的母亲。
著有《竹素园诗草》，收录于道光十九年刻本六卷诗集《春云集》第一卷。

## 嵩年墓
嵩年墓位于北京昌平太平庄家族墓园。整个墓园面积约25万平方米，位置在今北京地铁五号线太平庄车辆段附近。园区内建有“常保诰封碑”、“中敏及妻伊尔根觉罗氏诰封碑”、石牌楼等纪念性建筑。
墓园的启用时间不详，从嵩年算起也有百余年历史，直至1960年代初还有嵩年的后人安葬于此。文化大革命期间，墓园土地以“无主地”之名充公。墓园现已无存。嵩年墓碑也已失落。

## 诰封碑
嵩年家族墓园中的诰封碑建成于道光年间，分别是为嵩年的祖父母和生祖母设立的“常保诰封碑”和为嵩年的父母设立的“中敏及妻伊尔根觉罗氏诰封碑”。今天，“常保诰封碑”被移往北京昌平石刻园收藏；“中敏及妻伊尔根觉罗氏诰封碑”则几经搬迁，现被安置于天通西苑西墙外。
两座诰封碑的样式完全一样，汉白玉材质，通高4.85米，碑身高3.64米，螭首龟趺。
螭龙盘绕碑额，正中镌刻“诰封”两个篆字。碑文由汉字撰写，题首“奉天承运皇帝制曰”，落款“道光贰年拾壹月拾柒日”（道光二年十一月十七日）。碑文记述嵩年的祖父母为家族奠定基业，家风传承绵延扩展；嵩年的父母含辛茹苦，为国家培养“珪璋之才”。碑面的装饰与常见的卷草纹不同，而是左右各有四条游龙，上下各有二条，一共雕刻十二条游龙戏珠。碑阴无字。石碑两侧各雕有一条蟒龙从潭水中腾空穿云而上，口中吐出龙珠戏耍。
碑趺赑屃体量硕大凝重，长约2米，雕工细腻，造型生动。“中敏及妻伊尔根觉罗氏诰封碑”龟首已失落，脖颈处有明显断痕。 现今所见龟首为后配之物，雕工比较生硬与原有的壮实龟足，整齐的龟甲，精细的龟尾形成对比。
水盘保存完整，纹饰雕刻新颖。水盘上雕有海水江崖，海浪间常见的四水族鱼、鳖、虾、蟹若隐若现。与众不同的是水盘四角的漩涡中，还各雕刻一条蛟龙翻腾嬉戏。。

## 家族
- 六世祖（烈祖），张其政（1569年-1635年，明隆庆三年至明崇祯八年），字贤斋，五十七岁时官至天津琴堂税务司。[30]
- 五世祖（天祖），张昌允，正四品佐领，汉军举人，从龙入关[27]（1644年）。顺治三年（1646年）委任山东按察使司佥事，分管济南道事务[31]，后转任怀来道并在怀来地方建灵姑庙。顺治十年（1653年），因洪承畴上书参劾，被顺治帝发往军前效力[32]。退休后定居北京昌平州并修建紫极阁（原址在现北京昌平区医院，已无存）。参见《重修紫极阁并建灵姑殿记》。[27][註 6]
- 二世祖（祖），常保，康熙朝任监察御史。康熙六十一年（1722年），雍正帝升常保为礼部侍郎、内阁大学士[4]。雍正四年（1726年）改任工部左侍郎[5]，同年调任盛京工部侍郎[6]。道光二年（1822年）十一月诰封荣禄大夫、东陵承办事务总管内务府大臣加一级[25]。祖母，杨氏、生祖母赵氏，道光二年（1822年）十一月诰封一品夫人[25]。
- 一世祖（父），中敏（1723年-1786年，清雍正元年[註 7][7]至清乾隆五十一年[註 8]），又名学亭，字树本。以景山官学生的身份出任内务府掌仪司主事、补堂主事、钱粮衙门员外郎兼镶黄旗公中佐领，协助管理掌关防和内管领事务，负责武英殿、景山官学、太常寺牺牲所、健锐营银库、内务府番役处和礼器馆的事务。乾隆二十三年（1758年）升任圆明园内事务郎中兼正黄旗骁骑参领。[1]四十四年（1779年），被特别任命为正三品圆明园事务大臣[7]兼管京城内外水利[1]。乾隆四十七年五月（1782年）因督办长春园远瀛观大水法工程蒙恩简任[註 9]京城右翼税务监督[1][33]。五十年（1785年），受邀参加乾隆帝的第一次千叟宴[7]。道光二年（1822年）十一月诰封荣禄大夫、东陵承办事务总管内务府大臣加一级[26]。母亲，伊尔根觉罗氏，道光二年（1822年）十一月诰封一品夫人[26]。
  - 胞兄嵩灵（1746年-1810年，清乾隆十一年至清嘉庆十五年三月），官至内务府慎刑司郎中兼公中佐领，享年六十四岁。[1]
  - 胞弟嵩安（1757年-1820年，清乾隆二十二年至清嘉庆二十五年八月），官至协理三山事务郎中兼骁骑参领，享年六十三岁。[1]
  - 胞弟嵩毓（生年不详），道光元年（1821年）七月在内务府笔帖式任上去世。[1]
  - 另有胞弟嵩瑞、嵩俊。[1]

- 四世孙（玄孙）[註 10]，隆华（c.1884年11月15日-？，生于清光绪十年），精通满、蒙、汉、藏四种语言。先后在光绪朝和宣统朝内务府上驷院任笔帖式。民国期间在北京宣武门内某小学任职。